# Florencio (Fajardo)
Florencio es un barrio ubicado en el municipio de Fajardo en el estado libre asociado de Puerto Rico. En el Censo de 2010 tenía una población de 4.145 habitantes y una densidad poblacional de 963,51 personas por km².

## Geografía
Florencio se encuentra ubicado en las coordenadas 18°18′50″N 65°40′14″O / 18.31389, -65.67056. Según la Oficina del Censo de los Estados Unidos, Florencio tiene una superficie total de 4.3 km², de la cual 4.29 km² corresponden a tierra firme y (0.24%) 0.01 km² es agua.

## Demografía
Según el censo de 2010, había 4.145 personas residiendo en Florencio. La densidad de población era de 963,51 hab./km². De los 4.145 habitantes, Florencio estaba compuesto por el 66.44% blancos, el 21.47% eran afroamericanos, el 0.51% eran amerindios, el 0.22% eran asiáticos, el 6.9% eran de otras razas y el 4.46% pertenecían a dos o más razas. Del total de la población el 98.7% eran hispanos o latinos de cualquier raza.